# 21
21（二十一）是20与22之间的自然数。

## 数学性质

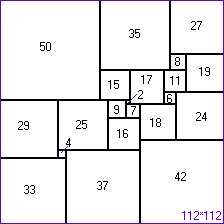
最小的完美正方形

- 第12個合數，正因數有1、3、7和21。前一個為20、下一個為22。
質因數分解為{\displaystyle 3\times 7}。
- 第17個虧數，真因數和為11，虧度為10。前一個為19、下一個為22。
- 第14個不尋常數，大於平方根的質因數為7。前一個為20、下一個為22。
- 第7個半質數。前一個為15、下一個為22。
- 第14個無平方數因數的數。前一個為19、下一個為22。
- 第8個斐波那契數。前一個為13、下一個為34。
- 第14個十进制的哈沙德數。前一個為20、下一個為24。
- 第14個十进制的等數位數。前一個為19、下一個為23。
- 外觀數列的第3項

- 第6個三角形數、第3個八邊形數
- 默慈金數
- {\displaystyle {{508853989}^{2}}=258932382121212121}
- 最小的完美正方形由21個小正方形組成

### 基本运算
| 乘法                             | 1  | 2  | 3  | 4  | 5   | 6   | 7   | 8   | 9   | 10  |  | 11  | 12  | 13  | 14  | 15  | 16  | 17  | 18  | 19  | 20  |  | 21  | 22  | 23  | 24  | 25  |
| -------------------------------- | -- | -- | -- | -- | --- | --- | --- | --- | --- | --- |  | --- | --- | --- | --- | --- | --- | --- | --- | --- | --- |  | --- | --- | --- | --- | --- |
| {\displaystyle {{21}\times {x}}} | 21 | 42 | 63 | 84 | 105 | 126 | 147 | 168 | 189 | 210 |  | 231 | 252 | 273 | 294 | 315 | 336 | 357 | 378 | 399 | 420 |  | 441 | 462 | 483 | 504 | 525 |

## 在科学中
- 鈧的原子序數[1]

## 在人类文化中
- 廿一點是一種牌類遊戲。
- 俗語「三七二十一」指不顧一切。[2]
- 在Key公司的美少女遊戲Little Busters!中，其角色棗恭介曾經提到「(21)」若快寫的話，就會變成（即日語的蘿莉）之事。
- 在美國某些地方，21歲以上才能賭博。
- 啤酒瓶蓋的鋸齒數量。
- 在台灣，21可以借指因成績不及格而被大學退學。
- 英国歌手Adele的专辑：21 (专辑)。
- 马来西亚黑社会组织属洪门支派

## 在其他領域中
- 胡國興於香港第五屆特首選舉所得的票數。
- 二十一條，日本向中國提出的條約